# Список умерших в 1994 году
В этой статье представлен список известных людей, умерших в 1994 году.
См. также: Категория:Умершие в 1994 году

## Дата неизвестна или требует уточнения
- Юлия Нейман (86 или 87) — русская поэтесса, переводчица.
- Андрей Чегодаев (88 или 89) — советский учёный, книговед, доктор искусствоведения (род. 25 февраля 1905).